# NGC 908
NGC 908 је спирална галаксија у сазвежђу Кит која се налази на NGC листи објеката дубоког неба.
Деклинација објекта је - 21° 14' 0" а ректасцензија 2h 23m 4,6s. Привидна величина (магнитуда) објекта NGC 908 износи 10,2 а фотографска магнитуда 10,9. Налази се на удаљености од 17,985 милиона парсека од Сунца. NGC 908 је још познат и под ознакама ESO 545-11, MCG -4-6-35, UGCA 29, IRAS 02207-2127, PGC 9057.